# Attahk
Attahk is een album uit 1978 van de Franse progressieve rockgroep Magma. De muziek op het album breekt wat met de zware typische zeuhl van de vorige albums, en mengt dit met invloeden uit funk, fusion en soul.
De hoes van het album is een ontwerp van de Zwitserse kunstenaar H.R. Giger. 

## Muziek
Na het verschijnen van het vorige album Üdü Wüdü in 1976 stond de groep even op non-actief. Het nieuwe album Attahk was vooral het werk van drummer en bandleider Christian Vander. De muziek op dit album was een stuk lichter dan de vorige albums. De progressieve rock en zware zeuhl werd versmolten met invloeden uit andere genres, zoals funk, gospel, rhythm-and-blues.

## Tracks
1. "The Last Seven Minutes (1970-1971, Phase I)" - 7:35
2. "Spiritual (Negro Song)" - 3:16
3. "Rindë (Eastern Song)" - 3:05
4. "Liriïk Necronomicus Kant (In Which Our Two Heroes Ourgon & Gorgo Meet)" - 5:06
5. "Maahnt (The Wizards Fight vs The Devil)" - 5:29
6. "Dondaï (To an Eternal Love)" - 8:02
7. "Nono (1978, Phase II)" - 6:23

## Bezetting
- Christian Vander (Dëhrstün) - zang, drums, percussie, piano, Rhodes, Chamberlin
- Guy Delacroix (Ürgon) en (Gorgo) - bas
- Klaus Blasquiz - zang
- Benoit Widemann (Kahal) - piano, Rhodes, Minimoog, Oberheim polyfone synthesizer
- Stella Vander (Thaud) - zang
- Lisa Bois (Sïhnn) - zang
- Tony Russo - trompet
- Jacques Bolognesi - trombone